# Barilla Group
Barilla (укр. Барілла) — італійська багатонаціональна харчова компанія, найбільший у світі виробник макаронних виробів.

## Історія
Компанія була заснована в 1877 році як хлібопекарня в Пармі, Італія, П'єтро Барілла-старшим. Компанія розширилася в 1908 році, а в 1910 році Барілла відкрила нову макаронну фабрику, оснащену піччю «безперервної випічки».
Після смерті П'єтро Барілли-старшого його сини Ріккардо та Гуальтьєро взяли на себе поводи сімейної компанії, збільшивши виробництво та розподіл продукції завдяки технологічним інноваціям, які дозволили компанії швидко трансформуватися протягом 1920-х і 1930-х років. , в найважливішу хлібо-макаронну компанію в Емілії-Романьї. У 1919 році Гуальтьєро Барілла помер, залишивши брата Ріккардо на чолі компанії разом зі своєю дружиною Вірджинією. У 1947 році Ріккардо також помер, і керівництво передано його синам П'єтро та Джанні, представникам третього покоління. З появою двох братів Барілла компанія пережила фазу великого розвитку, і в 1952 році виробництво хліба було припинено, щоб сконцентруватися виключно на макаронах. У ті роки Barilla швидко перетворилася з регіональної компанії на компанію, яка має сильну присутність у Північній Італії, завдяки якості продукції, збалансованим цінам та інноваційній здатності, наприклад, використанню картону для пакування макаронних виробів. .
У 1960 р. «Барілла» стала акціонерною компанією, а в наступні роки вона відкрила нові заводи — в Руббіано, що ознаменувало входження Барілли в сектор сухарів та хлібних паличок, і в Педріньяно, недалеко від Парми.
Компанія залишалася в руках сім'ї Барілла до 1971 року, коли американська хімічна компанія W. R. Grace придбала контрольний пакет акцій. Однак Грейс залишила повсякденний контроль в руках П'єтро Барілли, онука та тезки засновника компанії. П'єтро знову придбав контроль у 1979 році, і з тих пір компанія залишається приватною.
У 1993 році П'єтро Барілла помер у віці 80 років, і керівництво компанії передано його дітям Гвідо, Луці, Паоло та Емануелі. Це призвело до четвертого покоління Barilla, і протягом дев'яностих років компанія продовжувала процес інтернаціоналізації, розпочатий на початку десятиліття під керівництвом П'єтро, відкривши в 1999 році перший завод у штаті Айова, США.
Це розширення продовжилося придбанням різних іноземних компаній у харчовому секторі, таких як макаронна компанія MISKO у Греції (1991 р.), Турецька макаронна компанія Filiz Makarna (1994 р.), Шведський виробник хлібців Wasabröd (1999 р.), Спільне підприємство з мексиканський Herdez у 2002 році (макаронні вироби Yemina та Vesta). У 2002 році Barilla придбала німецьку компанію Kamps AG, яку потім продали чеському Agrofert у 2013 році, за винятком компанії м'якого хліба Harrys, яка все ще належить групі Barilla. У 2007 році Barilla відкрила другий завод у США, в Ейвоні, штат Нью-Йорк.
З грудня 2013 року, щоб мати прямі стосунки з американськими замовниками, компанія відкрила кілька ресторанів («Casa Barilla») у США: перший був у Нью-Йорку, другий у Каліфорнії.

## Огляд компанії
Сім'я Барілла перебуває на чолі компанії понад 143 роки. Група Barilla контролює Barilla (багатонаціональний виробник макаронних виробів), Cucina Barilla, Mulino Bianco, Gran Cereale, Pan di Stelle, Pavesi, Voiello, First та Academia Barilla (Італія), Harrys (Франція), Wasabröd (Швеція), MISKO (Греція), Торгові марки Filiz Makarna (Туреччина), Casa Barilla (США), Yemina та Vesta (Мексика).
Група виробляє багато видів макаронних виробів і є провідним виробником макаронних виробів у світі з 40–45 % ринку Італії та 35 % ринку США. Тут виробляють макарони понад 160 форм та розмірів. Макарони марки Barilla продаються у численних ресторанах по всьому світу, таких як ті, що належать до мережі Pastamania. Він також є провідним продавцем хлібобулочних виробів в Італії. Придбавши шведську компанію Wasa, вона є провідним світовим виробником коржів (скандинавських основних продуктів), щорічно продаючи 60 000 тонн. Компанія продає макарони в США як італійські (маркетинг «улюблений італієць») за смаком, але більшість продуктів у США фактично виготовляються в Айові чи Нью-Йорку, а не в Італії. Пшениця, яка використовується переважно місцева.
Група Barilla має 29 виробничих майданчиків, 15 в Італії та 14 в решті світу: виробничі заводи розташовані в Італії та Греції, Франції, Німеччині, Норвегії, Росії, Швеції, Туреччині, США (в Еймісі, Айові та Ейвон, Нью-Йорк) та Мексиці. Компанія також працює у млинах Італії, Греції, Швеції, Туреччини та США. Хоча його центральний офіс знаходиться в Пармі, він має корпоративні офіси також у кількох інших країнах, таких як Австрія, Бельгія, Франція, Німеччина, Греція, Нідерланди, Польща, Росія, Словенія, Швеція, Швейцарія, Туреччина, США, Мексика, Бразилія, Австралія та Японія. Компанія Barilla поширюється у Великій Британії компанією Euro Food Brands Ltd. Італійські виробничі потужності Barilla розташовані в Пармі, Фоджі, Марціанісі, Кастільйоне-делле-Стів'єре, Кремоні, Мельфі, Руббіано, Новарі, Муджі та Асколі-Пічено. Його завод у Греції (поблизу Тіви) є третім за величиною в Європі. Завод, де виготовляли макарони, позначений на упаковці кодовою літерою, тоді як продукція, виготовлена в Італії, чітко позначена як така. Пшениця, з якої виготовляють кінцевий продукт, закуповується з усього світу.
У 2018 році оборот компанії склав 3,483 млрд євро, чистий прибуток склав 251 млн євро. У 2019 році товарообіг становив 3,627 млрд. Євро (із збільшенням на 4 % порівняно з попереднім роком), тоді як чистий прибуток досяг 267 млн. Євро (+ 6 % у 2018 році).

### Представництво в Росії під час війни
2009 рік - початок продажі Barilla в Росії. 
2015 рік - відкриття заводу по виробництву Barilla.
Barilla є одним з найбільших виробників макаронних виробів у світі. Крім макаронів, компанія також виробляє соуси, хліб і крекери. Barilla має 2 заводи, які є активними в Росії в Сонячногірську (Московська область) та Уфі. За даними з 2021 року, Barilla збільшила свій оборот в Росії на 17,4%, до 9,03 мільярдів рублів. Тож, Barilla платить мільйони доларів податків у Росії. Barilla сказала, що перестане вкладати гроші та рекламувати свої товари в Росії, не зароблятиме там грошей і пожертвує на благодійність.
У 2022 році, компанія Barilla зареєструвала найвищий у своїй історії чистий прибуток у розмірі 1 млрд 160,2 млн рублів, як відзначено у її фінансовому звіті. Цей результат перевищує показник минулого року в 6,2 рази, коли чистий прибуток компанії не перевищував 1 млрд рублів. Валовий прибуток зріс до 3,6 млрд рублів з 2,8 млрд рублів, а прибуток від продажів збільшився до 1,3 млрд рублів з 204,6 млн рублів.
Не зважаючи на війну та вчинки Росії ця компанія продовжує своє виробництво та отримує високий прибуток. 

### Корпоративна структура
Компанія Barilla має 49 виробничих ділянок, включаючи численні борошномельні фабрики для власного виробництва. Вони в основному розташовані в Італії (15 місць), але є також виробничі місця в Німеччині, Греції, Норвегії, Швеції, Туреччині та США, не в останню чергу завдяки придбанню компаній.
80 відсотків компанії належить Гвідо Баріллі (голова правління) та його братам та сестрам Луці, Паоло та Емануелі (керівництво). Решта 20 відсотків акцій належать спадкоємцям швейцарської Гортензії Анда-Бюрле

### Ресторани
За підтримки франчайзингу харчової компанії al-Futtaim, яка працює в Перській затоці, Barilla відкрила два ресторани в Дубаї. Програма — це макарони, піца та салат за сімейними цінами. Експансія в США — до Нью-Йорка та Лос-Анджелеса — запланована на 2017 рік.

### Позиції компанії
Barilla використовує лише якісну пшеницю
Бути найбільшим виробником макаронних виробів — це сильна відповідальність: саме тому ми відбираємо лише найкращу у світі тверду пшеницю у світі, вирощувану найбільш стійким способом, що відповідає нашій місії «Добре для вас, добре для планети».
У всіх географічних регіонах, в яких ми виробляємо наші макарони, ми співпрацюємо з місцевими фермерами, щоб розробити ланцюжок створення вартості з точки зору якості та економічної, екологічної та соціальної стійкості. Ми робимо це, застосовуючи Кодекс сталого сільського господарства Barilla та розробляючи хороші агрономічні практики з місцевими дослідницькими центрами та університетами.
Відповідно до нашої мети «Добре для вас, добре для планети», ми приділяємо велику увагу добробуту тварин, що є важливим для відповідальних та стійких ланцюгів постачань. Тому ми роками прагнемо забезпечити, щоб усі постачальники сировини тваринного походження відповідали не лише законодавчим вимогам, а й найвищим стандартам та критеріям добробуту тварин.
Що стосується використання генетично модифікованих організмів (ГМО) у сільськогосподарській та харчовій промисловості, люди все ще стурбовані можливими ризиками, пов'язаними з цим видом застосування, і цікавляться, які реальні можливості насправді існують.
Тому Barilla вирішила захистити себе та утриматися від використання генетично модифікованих інгредієнтів, гарантуючи не використовувати ГМО-інгредієнти для всіх своїх продуктів. Цей вибір, який випливає з нашої виробничої стратегії, не пов'язаний з якимись ідеологічними зобов'язаннями.

### Суперечка
У 2013 році власник Barilla, Гвідо Барілла, зробив суперечливі зауваження щодо того, що він є традиційними сімейними цінностями, а не геями. За кілька годин у Twitter надійшло сотні повідомлень, що протестують проти компанії. Це зробило бренд Barilla однією з головних тем. Багато повідомлень вимагали бойкоту всієї продукції компанії.  Пізніше Гвідо вибачився, сказавши: "Я перепрошую, якщо мої слова породили непорозуміння або суперечки, або якщо вони образили чутливість деяких людей. В інтерв'ю я просто хотів підкреслити центральну роль жінки в сім'ї ".
У листопаді 2013 року група Barilla оголосила, що розпочне «більш активну, глобальну лідерську позицію щодо різноманітності, інклюзії та соціальної відповідальності». Сюди входило створення експертної ради, яка консультувала б Barilla з цих делікатних питань. Барілла також створила нову посаду в компанії — головного директора з питань різноманітності.

### Інші види діяльності
У 1987 р. За ініціативою П'єтро Барілли було створено Історичний архів Барілла для збору, збереження та вдосконалення історичної документації компанії, починаючи з 1877 р. Архів розташований на заводі Барілла в Педріньяно, недалеко від Парми, і містить близько 50 000 шматки, розділені за секторами, включаючи документацію, вироблену торговими марками, згодом включеними до компанії: Mulino Bianco, Pavesi та Voiello.
У 2009 році було створено Центр харчування та харчування Барілла (BCFN): BCFN — це багатопрофільний, незалежний аналітичний центр, що працює над харчовою стабільністю та здоровим способом життя.
У 2021 році Барілла створила плейлист Spotify з піснями, приуроченими лише до того часу, щоб отримати ідеальну пасту.